# Eastman (wieś)
Eastman – wieś w Stanach Zjednoczonych, w stanie Wisconsin, w hrabstwie Crawford.